# Cyclocosmia truncata
Cyclocosmia truncata är en spindelart som först beskrevs av Nicholas Marcellus Hentz 1841.  Cyclocosmia truncata ingår i släktet Cyclocosmia och familjen Ctenizidae. Inga underarter finns listade i Catalogue of Life.